# Warrick Druian
Warrick Druian (Pietersburg, 31 januari 1970) is een Zuid-Afrikaans golfprofessional, die actief was op de Sunshine Tour en de Europese PGA Tour.

## Loopbaan
In 1991 werd Druian een golfprofessional en golfde sindsdien op de Sunshine Tour. Zijn eerste profzege was op de Sunshine Tour in maart 1997 door het Hollard Royal Swazi Sun Open te winnen. Zijn laatste zege dateert van februari 2004 waar hij toen het Telkom PGA Championship won.
Naast de Sunshine Tour, golfde hij ook op de Europese PGA Tour en was daar niet succesvol omdat hij nooit de cut behaalde.

## Prestaties

### Professional
Sunshine Tour
| Nr. | Datum            | Toernooi                     | Score           | Score | Info  |
| --- | ---------------- | ---------------------------- | --------------- | ----- | ----- |
| 1   | 2 maart 1997     | Hollard Royal Swazi Sun Open | 70+64+65+70=269 | –19   | [ 1 ] |
| 2   | 15 februari 2004 | Telkom PGA Championship      | 67+66+68+66=267 | –21   | [ 2 ] |